# Éghezée
Éghezée (valonă Inguezêye) este o comună francofonă din regiunea Valonia din Belgia. Comuna Éghezée este formată din localitățile Éghezée, Aische-en-Refail, Bolinne, Boneffe, Branchon, Dhuy, Hanret, Leuze, Liernu, Longchamps, Mehaigne, Noville-sur-Mehaigne, Saint-Germain, Taviers, Upigny și Waret-la-Chaussée. Suprafața sa totală este de 102,81 km². La 1 ianuarie 2008 comuna avea o populație totală de 14.742 locuitori. 
Comuna Éghezée se învecinează cu comunele Perwez, Ramillies, Orp-Jauche, Gembloers, La Bruyère, Namur și Fernelmont.
1. ↑  Crossroad Bank of Enterprises, accesat în 27 martie 2023